# 진화 사상사
진화 사상사(進化思想史, 영어: history of evolutionary thought)는 고대 그리스, 고대 로마를 비롯한 고대 중국의 춘추 시대까지 거슬러 올라가며 이후 중세 이슬람 과학에 의해 발전되어 왔다. 당시의 진화에 대한 개념은 사변적인 세계관의 하나로서 철학의 영역이었다. 중세이후 유럽에서는 오랫동안 생물 종의 근본적인 특징은 변하지 않는다는 근본주의적인 믿음이 지속되어 왔으며 18세기에 이르러서야 계몽주의와 함께 철학으로서의 진화론이 등장하였다. 자연주의 철학자들은 화석의 예를 들어 멸종과 생물 종의 변화가 있어왔다고 주장하게 되었다.
19세기에 들어서야 과학으로서 진화학이 다루어지게 되었다. 최초로 진화에 대한 과학적 이론을 제시한 사람은 라마르크였다. 라마르크는 용불용설로서 생물의 진화를 설명하였다. 1858년 다윈과 월리스가 각자 독자적으로 자연선택에 의한 진화를 발견하였다. 1859년 다윈은 《종의 기원》을 출간하여 자연선택에 의한 진화 이론을 발표하였다.
다윈의 진화론은 진화의 일반적 과정을 설명하고는 있으나 진화의 기제를 설명하지는 못하였다. 20세기 초 멘델의 유전법칙이 재발견 되고 난 이후에야 유전학에 의한 진화 기제의 설명이 가능해졌다. 이후 1920년대와 1930년대에 걸쳐 집단유전학의 발달에 힘입어 유전자 이동과 종분화의 기제가 밝혀지기 시작하였다. 1950년대에 분자유전학이 DNA의 구조와 역할을 밝히고 유전자 부동을 발견하게 되면서 그 동안의 진화생물학의 성과를 집대성한 현대 진화 이론이 수립되게 되었다. 이후 20세기 후반에 들어 기무라의 중립 진화 이론, 굴드의 단속평형설, 도킨스의 선택 단위와 같은 개념들이 추가되었다. 현재에는 진화가 관찰이 되면서, 관찰가능한 자연현상으로 받아들여지고 있다.

## 고대

### 고대 그리스 철학
고대 그리스의 철학자들은 생물이 시간의 흐름에 따라 변화한다고 생각하였다. 아낙시만드로스는 생물이 물에서 시작하였으며 시간이 지남에 따라 육상 동물이 생겨났다고 주장하였다. 엠페도클레스는 생물의 출현은 초자연적인 현상에 의한 것이 아니라고 생각하였다. 엠페도클레스는 생물의 출현과 변화에 별다른 최종 목적을 부여할 이유가 없으며 생물의 형태는 적응의 결과라고 주장하였다. 아리스토텔레스는 다음과 같이 자신의 생각을 요약한 바 있다. "현존하는 모든 것들은 그것이 생존할 수 있는 방법에 맞는 형태를 갖춘것들이다. 다른 어떤 것이 그보다 우수한 형질을 보인다면 지금의 것은 멸종할 것이다." 그러나 후일 아리스토텔레스는 이러한 생각을 철회하였다.
고대 그리스의 모든 철학자들이 이러한 진화학적 시각을 갖고 있었던 것은 아니다. 에른스트 마이어는 진화학적 관점을 반대한 대표적인 철학자로 플라톤을 지목하면서 플라톤의 이데아론이 근본주의적임을 지적하였다.

### 고대 중국
장자는 도를 주창한 고대 중국의 철학자이자 도교의 시조로 추앙받고 있다. 장자는 인간을 포함한 세상 만물이 도의 이치에 따라 변화한다고 주장하였다.

### 고대 로마
고대 로마의 철학자 루크레티우스는 그의 서사시 《사물의 본성에 관하여(De rerum natura)》에서 에피쿠로스의 철학을 서술하면서 자연뿐만 아니라 인간과 사회역시 자연적인 기제에 따라 변화 발전한다고 주장하였다. 그의 이러한 주장은 르네상스 시대의 많은 사상에 영향을 주었다.

## 아우구스티누스
로마 가톨릭교회의 성인인 아우구스티누스는 성서의 창세기를 문자 그대로 받아들일 필요는 없으며 인간이 헤아릴 수 없는 시간 동안에 일어난 우주 창조에 대한 상징적 내용으로 받아들여야 한다고 생각하였다. 아우구스티누스는 하느님이 창조한 동물들은 불완전한 형태에서 출발하여 시간에 따라 천천히 변화하였다고 생각하였다. 그러나 그의 이러한 생각은 후일 교황청 성십자가 대학의 교수 탄젤라 니티에 의해 부정된다.

## 중세

### 이슬람 철학
로마 제국이 멸망한 후 유럽에서는 고대 그리스에서부터 이어져 오던 진화학적인 철학의 맥이 끊기고 말았다. 그러나, 이슬람 세계의 철학자와 과학자들은 고대의 진화학적 사고를 수용하여 발전시켰다. 이슬람의 황금 시대에 이슬람 철학자들은 생물이 다른 형태로 변하는 것만 아니라 모든 존재가 보다 우등한 것으로 변하여 왔다는 생각을 하게 되었다. 그들은 지구에 존재하는 것들이 "무생물에서 식물로, 식물에서 동물로, 동물에서 인간으로" 변화하였다고 보았다."

중세 이슬람의 철학자이자 의사, 생물학자였던 알 자히즈가 9세기에 집필한 《동물에 관한 책 (Book of Animals, Kitāb al-Hayawān)》에는 적자생존 등 진화론과 유사한 사상이 담겨 있다. 예를 들어 알 자히즈는 서로 다른 종의 동물끼리 생존을 위해 경쟁한다고 강조하였다.
쥐는 먹이를 찾으러 나아가서 영리하게 얻는다. 저보다 힘이 약한 동물은 모두 잡아먹기 때문인데, 예를 들면 작은 짐승이나 작은 새, 새의 알이나 새끼, 그 밖에 굴이나 흙으로 메운 둥지에 살지 않는 벌레 따위가 있다. 한편 쥐는 저를 잡아먹으려고 찾아다니는 뱀과 새와 사나운 구렁이를 피해 다녀야 한다. (···) 약한 짐승은 모두 저보다 약한 것을 잡아먹는다. 강한 짐승은 저보다 강한 다른 짐승에게 잡아먹히는 일을 면할 수 없다. 이런 점에서 사람도, 비록 같은 극단에 이르지는 않지만, 서로에게 짐승과 같다.
또한 알 자히즈는 동물이 저마다 사는 환경에 알맞게 적응해 있다는 사실을 관찰하였으며, 특히 개와 늑대와 여우의 생김새가 비슷한 까닭은 공통 조상에서 기원했기 때문이라고 설명하여 생물종의 변화 가능성을 제안하였다.

## 과학적 진화론의 성립

### 19세기 초
라마르크는 용불용설이라는 개념을 제안하여 "과학"에 속하는 진화와 관련된 이론을 제안하였다. 후에 이것이 가설로서는 폐기되었으나, 용불용설의 개념 자체는 후대에 후성유전학과 같은 다른 과학 발전에 영향을 주었다.

### 찰스 다윈
찰스 다윈과 윌리스가 자연선택이론을 기반으로 한 과학으로서의 진화론의 첫 시작이 되었으며, 종의 기원은 다윈의 비글호 탐험을 비롯한 수십만종의 직접 관찰을 토대로 이루어졌다. 여기부터는 진화가 "사상"이나 "개념"이 아닌 "과학 용어"로서 정의되기 시작했으며, 화석을 비롯한 다양한 발견들이 이루어짐으로서 진화 자체가 생물학 연구의 핵심적인 구심점으로 자리하기 시작했다.
다윈의 이론이 발표된 이후 과학계와 종교계에는 많은 학문적 논쟁이 오갔다.

## 현대 진화 이론

### 20세기 초
찰스 다윈 이후 진화학은 리처드 도킨스, 제임스 굴드, 리처드 랜스키 등 수많은 과학자들에 의해 발전되었으며, 멘델을 시작으로 발전하기 시작한 유전학의 발달과 더불어 진화에 영향을 주는 요소에 관한 연구가 진행되었고, 이를 토대로 현대 진화 이론이 정립되었다. 진화는 사상이 아닌 과학적 개념으로서의 의미가 확고해졌다.
한편 종교계에서는 기독교 근본주의를 중심으로 진화에 반대하는 운동이 본격적으로 일어났다.

## 최근의 성과

### 20세기 후반
종분화의 관찰과 휴먼 게놈 프로젝트의 완성으로 진화의 과정에 대한 연구가 더욱 활발해졌다.

### 21세기
고속 진화등 직접 관찰되는 진화의 발견으로 진화 자체는 "관찰되는 자연현상"으로 정립되었으며, 진화의 방향과 속도에 관한 연구가 집단 유전학과 진화 생태학에서 이루어지고 있다.

## 같이 보기
- 진화생물학
- 다윈주의
- 갈라파고스 제도
- 유전적 부동